# Ahmed Plummer
Ahmed Kamil Plummer (Forest, 26 marzo 1976) è un giocatore di football americano statunitense che ha militato nel ruolo di cornerback nella National Football League (NFL).

## Carriera
Al college Plummer giocò a football a Ohio State. Fu scelto come ventiquattresimo assoluto dai San Francisco 49ers nel Draft NFL 2000. Nelle prime quattro stagioni fu stabilmente titolare, con un primato personale di 7 intercetti nel 2001. Dopo avere disputato solamente 9 partite su 32 nel 2004 e 2005 a causa degli infortuni, annunciò il suo ritiro dalla NFL il 16 giugno 2006.

## Palmarès
- PFWA All-Rookie Team - 2000

## Vita privata
Plummer è cugino dell'ex giocatore della NBA Brian Grant.